# ارين إليس
ارين إليس (بالإنجليزية: Warren Ellis)‏ هو كاتب سيناريو وموسيقي وملحن وعازف كمان وممثل أسترالي، ولد في 1965 في أستراليا. من الجوائز التي نالها César Award for Best Original Music ‏ عن عمل موستانغ.

## أعمال

### أفلام
- (2015) موستانغ
- (2016) مهما كلف الأمر[14]

## جوائز
- César Award for Best Original Music [الإنجليزية]‏، عن عمل: موستانغ

## وصلات خارجية
- ارين إليس على موقع IMDb (الإنجليزية)
- ارين إليس على موقع ألو سيني (الفرنسية)
- ارين إليس على موقع ميوزك برينز (الإنجليزية)
- ارين إليس على موقع أول موفي (الإنجليزية)
- ارين إليس على موقع بوكس أوفيس موجو (الإنجليزية)
- ارين إليس على موقع قاعدة بيانات الأفلام السويدية (السويدية)
- ارين إليس على موقع أول ميوزيك (الإنجليزية)
- ارين إليس على موقع ديسكوغز (الإنجليزية)
- ارين إليس على موقع قاعدة بيانات الفيلم (الإنجليزية)
- ارين إليس على موقع كينوبويسك (الروسية)